# 23 octobre 1959
Le vendredi 23 octobre 1959 est le 296e jour de l'année 1959.

## Naissances
- Weird Al Yankovic, chanteur, musicien et parodiste
- Atanas Komchev (mort le 12 novembre 1994), lutteur bulgare spécialiste de la lutte gréco-romaine
- Frédéric Andréi, acteur écrivain et réalisateur français
- Gérard Prêcheur, entraîneur de football français
- Georges Mandaoué, personnalité politique française
- Hideo Okuda, écrivain japonais
- Joos Ambühl, fondeur suisse
- Marie-Anne Cohendet, agrégé de droit, professeur de droit, Université Lyon II-Lumière
- Nancy Grace, avocate et animatrice de télévision américaine
- Nico Meerholz, joueur sud-africain de badminton
- Ning Ying, réalisatrice chinoise
- Oumar Sène, joueur de football sénégalais
- Sam Raimi, réalisateur, producteur et scénariste américain
- Walter Pichler, biathlète allemand
- Woody Duh, homme politique taïwanais

## Décès
- Gerda Lundequist (née le 4 février 1871), actrice suédoise
- Jean Bosc (né le 18 septembre 1875), homme politique et avocat français